# Clarissa de la Rocha de Torres
Clarissa Altagracia de la Rocha de Torres (Ciudad Trujillo, 12 de agosto de 1959) es una economista dominicana. Es vicegobernadora del Banco Central de la República Dominicana desde agosto de 2004.

## Familia y primeros años
De la Rocha nació en el seno de una familia de clase alta, sus padres son el difunto funcionario y columnista Julio Ernesto de la Rocha Báez, quién sirvió como Ministro del Tesoro y Crédito Público durante la dictadura de Rafael Trujillo y encabezó la Dirección General de Impuestos Sobre la Renta durante el docenio de Joaquín Balaguer, y Altagracia Edith Pimentel.
Casó con el ingeniero Nelson Torres Rodríguez y tuvo tres hijos.
De la Rocha de Torres es Licenciada en Administración de Empresas Summa Cum Laude de la Universidad APEC en 1980.

## Carrera
De la Rocha de Torres se unió al Banco Central de la República Dominicana en 1978 como auxiliar del Departamento de Cambio Extranjero. Fue promovida a jefe de División en 1985, y a coordinadora en 1988. En 1989 se convirtió en subdirectora de Operaciones de Egresos.
De la Rocha de Torres fue designada el 17 de agosto de 2004 como vicegobernadora del Banco Central de la República Dominicana por el presidente Leonel Fernández.

## Ancestros
| Ascendencia patrilineal |
| --- |
| 1. Leonardo de la Rocha Ulloa 2. Diego Pérez de la Rocha 3. Gerónimo Pérez de la Rocha 4. Diego Andrés de la Rocha 5. Andrés Gerandia de la Rocha 6. Domingo de la Rocha Fernández 7. Domingo de la Rocha Ferrer, 1649 – 1714 c.c. Juana Clemencia de la Barcés Pando 8. Antonio de la Rocha Labarcés, ? – 1763 c.c. María del Rosario Landeche de Bastidas 9. Domingo de la Rocha Landeche, ? – 1797 c.c. Isabel de Coca Landeche y de Oviedo 10. Rodrigo VII de Bastidas de la Rocha de Coca, 1754 – 1805 c.c. Petronila María de Angulo y de Coca Landeche 11. José de la Rocha de Angulo, circa 1802 – ? c.c. María del Carmen Cubelgé 12. Julián de la Rocha Cubelgé, 1853 – ? c.c. María del Carmen Carmona Negrete 13. Julio de la Rocha Carmona, 1876 – ? c.c. María de las Mercedes Báez Soler 14. Julio Ernesto de la Rocha Báez, circa 1917 – circa 1998 c.c. Altagracia E. Pimentel A. 15. Clarissa Altagracia de la Rocha Pimentel, 1959 – c.c. Nelson Alejandro Torres Rodríguez |